# 香取薫 (情報学者)
香取 薫（かとり かおる、1953年 - ）は、日本の情報学者。博士（情報科学）。料理研究家の香取薫とは別人。

## 略歴
- 1976年 電気通信大学電気通信学部卒業。
- 1978年 同大学院電気通信学研究科修士課程修了。
- 1978年 明治大学計算センター（現・情報科学センター）職員。
- 1983年 東京工学院情報専門学校（現・東京工学院専門学校）講師。
- 1988年 北海道東海大学工学部専任講師。
- 1993年 弘前大学人文学部助教授。
- 1997年 弘前大学人文学部教授。
- 2002年 広島市立大学大学院情報科学研究科博士課程修了。
- 2004年4月より青森公立大学経営経済学部教授。
- 2008年4月1日 青森公立大学地域研究センター長に就任。その後、同大学院経営経済学研究科長。
- 2011年 同地域研究センターを改組し、同地域連携センター長。
- 2012年 青森公立大学3代学長に就任。学長の任期を撤廃し、以後3期学長に就いた。
- 2023年 前年12月に青森公立大学の3人の教員が訴えていたパワーハラスメントについて、事実認定され、3月末で同学長を「健康上の理由」により辞任。パワハラに関する責任を取らない辞任である。退職金は満額支給された。ハラスメントの調査では過去数年にわたる約100件の被害が指摘されたものの大学の執行部はそれを黙殺した。青森公立大学の石川理事長は同年4月の教職員集会で香取前学長のパワハラを容認し、マスコミが騒がなければ辞任する必要がなかったと発言を行った。学長選考会議の学内メンバーは香取前学長の任命責任を取らずに続投している。2023年10月の新学長就任会見では石川理事長は香取前学長の退任はハラスメントではなく健康上の理由ということを繰り返した。しかし、ハラスメントは2022年3月のケガがきっかけであると説明されたが、数多くのハラスメントはそれ以前から常習的に行われていたものである。

## 著書
- 『基礎・マイコンとBASIC』共著、パワー社、1982初版/1985増補改訂版
- 『入門システム設計』共著、弘学出版、1994
- 『データ通信の基礎』編著、電気書院、1999
- 『マーケティングと情報処理』共著、電気書院、1999
- 『情報処理の基礎』日本教育訓練センター、2003
- 『マーケティングの新視点と情報処理』日本教育訓練センター、2007

## 参考
- -  研究者 - researchmap
- - プロフィール
- - 学長ご挨拶

読売新聞　青森公立大学長がパワハラ、複数教員から相談…「激しく叱責」など認定　https://www.yomiuri.co.jp/national/20230328-OYT1T50190/